# Данмар
Данмар (фр. Dampmart) насеље је и општина у Француској у региону Париски регион, у департману Сена и Марна која припада префектури Торси.
По подацима из 2011. године у општини је живело 3179 становника, а густина насељености је износила 465 становника/km². Општина се простире на површини од 5,92 km². Налази се на средњој надморској висини од | метара (максималној 124 m, а минималној 38 m).

## Демографија
| 1962. | 1968. | 1975. | 1982. | 1990. | 2011. |
| ----- | ----- | ----- | ----- | ----- | ----- |
| 1.136 | 1.243 | 1.963 | 2.390 | 2.693 | 3.179 |

График промене броја становника у току последњих година